# Habes al-Majali
Le Habes al-Majali (1914 - 22 avril 2001) est un militaire et homme politique jordanien. Il fut maréchal de la Légion arabe, garde du corps du roi Abdallah, chef d'état-major (1958-1975), ministre de la Défense (1967-1968) et sénateur (1981-2001) .

## Sources
- Lawrence Joffe, Habes al-Majali, The Guardian, 27 avril 2001.
- Eric Pace, Field Marshal Habes al-Majali, 87, Military Leader in Jordan, New-York Times, 25 avril 2001.